# Шибеник (місто)
Ши́беник (хорв. Šibenik хорватська: [ʃîbeniːk] ⓘ, історично італ. Sebenico італійською: [sebeˈniːko]) — історичне місто в Хорватії з населенням 51 553 особи (2001 р.). Розташоване в центральній Далмації на місці впадіння річки Крка в Адріатичне море. Політичний, освітній, транспортний, промисловий і туристський центр Шибеницько-Книнської жупанії.
Переважну більшість населення міста становлять хорвати (94,02%).

## Історія

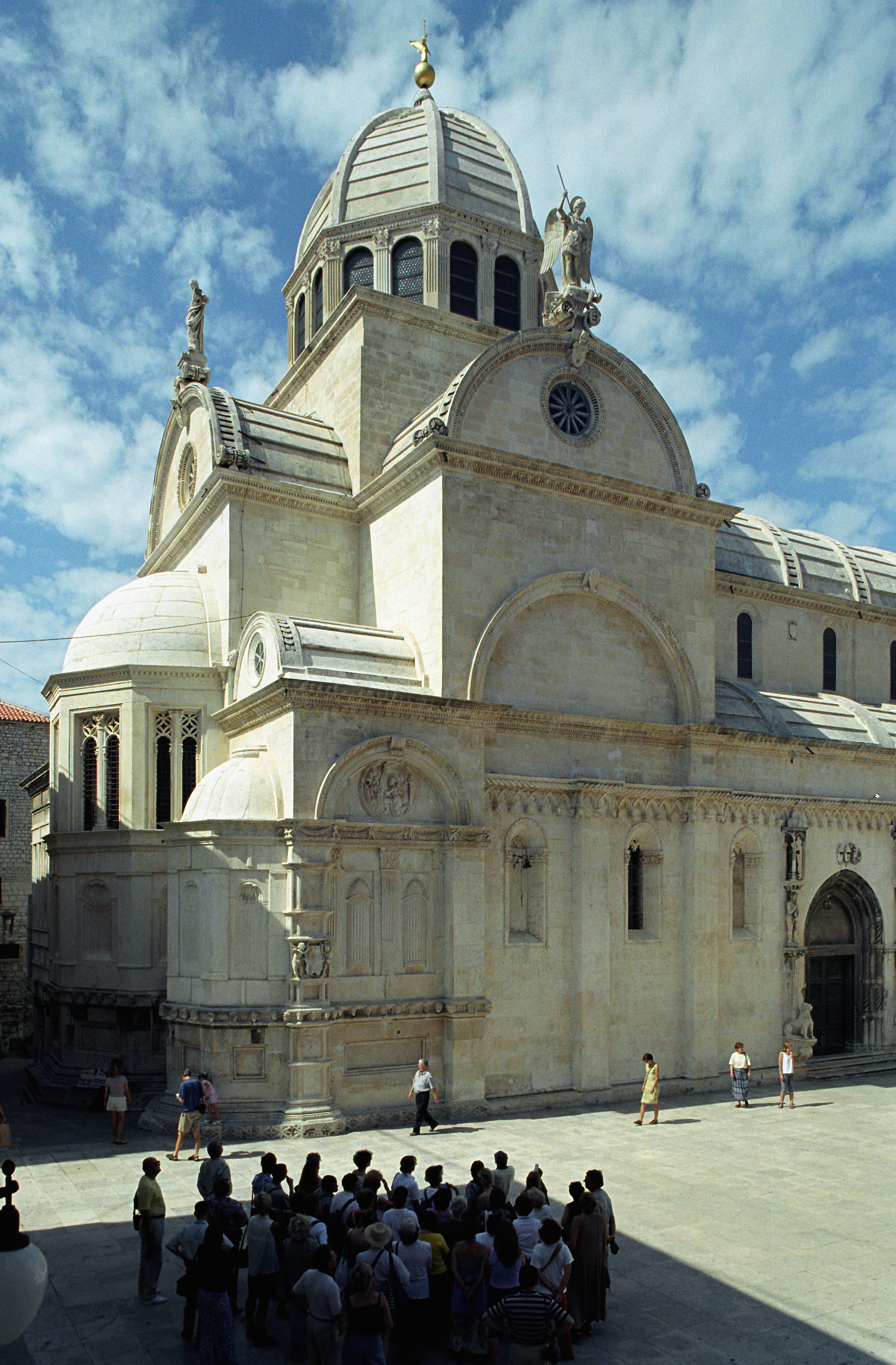
Собор св. Якова в Шибенику

Вперше назва Шибеник з'являється в 1066 р. в статуті хорватського короля Петара Крешимира IV. На відміну від інших далматинських міст, заснованих іллірійцями, греками чи римлянами, це найстаріше питоме хорватське місто на східному узбережжі Адріатичного моря. Шибеник отримав міські права 1298 року, тоді ж у місті засновано католицьку єпархію. Археологічні роботи в Замку Святої Анни доводять, що це місце було заселено задовго до прибуття сюди хорватів.
Місто, як і решта Далмації, протистояло Венеції аж до 1412. Османська імперія почала загрожувати місту наприкінці XV століття, але так його і не захопила. У XVI сторіччі збудовано фортецю святого Миколая, а в XVII столітті зміцнили обороноздатність міста, побудувавши фортецю Святого Іоанна і Шубічеваца.
Після падіння Венеційської республіки в 1797 місто було під владою Габсбурзької монархії. 1877 року тут відкрито перше залізничне сполучення в тогочасній Далмації — коронній землі Австро-Угорщини. 28 серпня 1895 на річці Крка за планами Ніколи Тесли було введено в експлуатацію першу електростанцію змінного струму. Тим самим місто Шибеник стало першим містом Хорватії з електричним освітленням.
Під кінець Першої світової війни Шибеник окупувала Італія, проте за Рапальським договором про кордони 1920 року він відійшов до Королівства Югославія, а під час Другої світової війни місто опинилося під окупацією фашистської Італії та Німеччини.
У липні 1991 року, коли постала нова незалежна держава Хорватія, незаконні збройні формування хорватських сербів за підтримки ЮНА розпочали наступ на населену хорватами Далмацію, а Шибеник укупі з Задаром, зі сотнями людських жертв, потерпіли від сербських нападів найбільше серед далматинських міст.

## Населення
Населення громади за даними перепису 2011 року становило 46 332 осіб, 3 з яких назвали рідною українську мову. Населення самого міста становило 34 302 осіб.
Динаміка чисельності населення громади:
Динаміка чисельності населення міста:

## Населені пункти
Крім міста Шибеник, до громади також входять: 
- Борая
- Брніца
- Бродариця
- Чврлєво
- Данило
- Данило-Бирань
- Данило-Кралиці
- Донє Полє
- Дубрава-код-Шибеника
- Гориш
- Градина
- Гребащиця
- Ядртоваць
- Капріє
- Конєврате
- Крапань
- Лепениця
- Лозоваць
- Мравниця
- Перкович
- Подине
- Радонич
- Раслина
- Ситно Донє
- Сливно
- Врполє
- Врсно
- Затон
- Зларин
- Жаборич
- Жир'є

## Клімат
Середня річна температура становить 15,50°C, середня максимальна – 28,10°C, а середня мінімальна – 3,09°C. Середня річна кількість опадів – 711 мм.
| Клімат міста                                  | Клімат міста | Клімат міста | Клімат міста | Клімат міста | Клімат міста | Клімат міста | Клімат міста | Клімат міста | Клімат міста | Клімат міста | Клімат міста | Клімат міста | Клімат міста |
| Показник                                      | Січ.         | Лют.         | Бер.         | Квіт.        | Трав.        | Черв.        | Лип.         | Серп.        | Вер.         | Жовт.        | Лист.        | Груд.        |              |
| Середній максимум, °C                         | 11,14        | 11,77        | 14,20        | 17,34        | 22,24        | 26,16        | 28,10        | 27,84        | 23,96        | 19,95        | 14,72        | 11,23        |              |
| Середня температура, °C                       | 7,12         | 7,73         | 10,20        | 13,30        | 18,21        | 22,15        | 25,03        | 24,77        | 20,88        | 16,86        | 11,66        | 8,16         |              |
| Середній мінімум, °C                          | 3,09         | 3,70         | 6,15         | 9,29         | 14,18        | 18,12        | 21,94        | 21,68        | 17,82        | 13,79        | 8,60         | 5,09         |              |
| Норма опадів, мм                              | 65           | 56           | 61           | 63           | 49           | 48           | 25           | 40           | 69           | 75           | 87           | 73           |              |
| Середньомісячна швидкість вітру, м/с          | 2.95         | 3.08         | 3.24         | 3.06         | 2.68         | 2.46         | 2.51         | 2.36         | 2.62         | 2.72         | 3.31         | 3.21         |              |
| Середньомісячна сонячна радіація, кДж/м²·день | 5373         | 8112         | 11860        | 16627        | 20688        | 23208        | 24844        | 21713        | 16197        | 10393        | 5806         | 4567         |              |
| --------------------------------------------- | ------------ | ------------ | ------------ | ------------ | ------------ | ------------ | ------------ | ------------ | ------------ | ------------ | ------------ | ------------ | ------------ |
| Джерело:                                      |              |              |              |              |              |              |              |              |              |              |              |              |              |

## Сьогодення
Сьогодні Шибеник бурлить мистецьким і культурним життям. Щороку тут відбувається Міжнародний дитячий фестиваль (Međunarodni Dječji Festival).
Найважливішим храмом Шибеника є Собор святого Якова, внесений у Список всесвітньої спадщини ЮНЕСКО. Собор, який будували кілька архітекторів упродовж XV і XVI століть, поєднує в собі елементи готичного та ренесансного стилю. Своєю надзвичайністю він завдячує архітектурі (цілком і повністю збудований з каменю, без використання будь-яких інших матеріалів) та 71 реалістичному барельєфові на апсидах.
Біля входу в канал Святого Анте розташувалася фортеця Святого Миколая, збудована в середині XVI століття для захисту від турецьких нападів з боку моря. Твердиня споруджена на основі проєктів венеційського військового архітектора Мікеле Санмікеллі. Фортеця Святого Миколая є чи не найміцнішим укріпленням на хорватському узбережжі.
Міський конференц-зал розташовано на центральному майдані міста — площі Хорватської Республіки. Це дуже гармонійна і прозора будівля у стилі Ренесансу, зведена в 1533–1536 рр. На першому поверсі є церемоніальна палата, в якій відбувалися міські засідання.
Палац ректорів розташовано на узбережжі в старому центрі міста. Уціліли два крила цієї колись набагато більшої споруди, в якій урядував і проживав найвищий представник венеційської влади в суспільстві — міський ректор. У 1975 р. завершено переобладнання Палацу ректорів у Міський музей міста Шибеник.

## Міста-побратими
- Чивітанова-Марке  Італія
- Сан-Бенедетто-дель-Тронто  Італія

## Відомі люди
- отець-доктор Яків Геровський — викладач духовної семінарії в місті, місіонер (УГКЦ)[9]
- Івиця Журич (* 1965) — хорватський баскетболіст
- о. Олексій Ступницький — перемиський канонік УГКЦ, місіонер[9]
- Сімо Матавуль — сербський письменник-романіст
- Неділько Будіса (* 1966) — хорватський біохімік
- Івана Малетич — хорватський політик
- Сузана Петричевич — сербська співачка та акторка.
- Долорес Ламбаша (1981—2013) — хорватська актриса.